# Perwang am Grabensee
Perwang am Grabensee je obec v okrese Braunau v rakouské spolkové zemi Horní Rakousy.

## Geografie

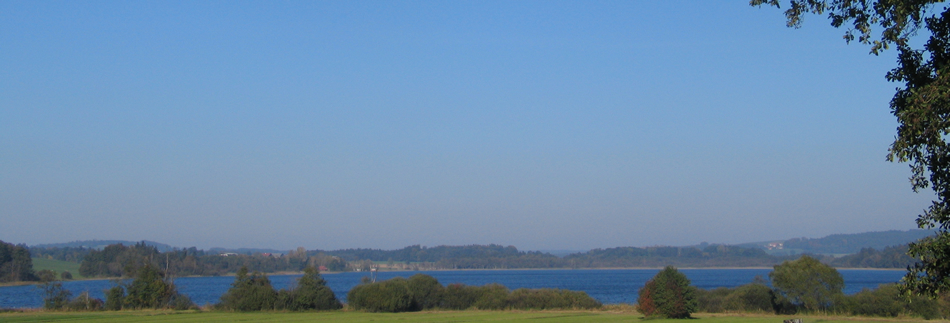
Grabensee, pohled ze Süd-Uferu

Perwang leží u jezera Grabensee v oblasti Innviertel. Přibližně 20 % území obce tvoří lesy a 70 % zemědělská půda.